# Bernard Krakowski
Bernard Julian Krakowski (ur. 7 stycznia 1929 w Bydgoszczy, zm. 30 grudnia 1971 w Gdyni) – polski polonista, nauczyciel, pracownik naukowo-dydaktyczny Wyższej Szkoły Pedagogicznej w Gdańsku i Uniwersytetu Gdańskiego.
Był synem urzędnika kolejowego Czesława i Anny z domu Noack. Od 1945 pracował jako urzędnik i kształcił się jednocześnie w I Państwowym Gimnazjum i Liceum Męskim w Bydgoszczy. Po ukończeniu tej szkoły w 1950 podjął studia z filologii polskiej na Wydziale Humanistycznym Wyższej Szkoły Pedagogicznej w Gdańsku. Od 1949 należał do Związku Młodzieży Polskiej, a od 1952 do Polskiej Zjednoczonej Partii Robotniczej. Jeszcze jako student pełnił od 1952 obowiązki asystenta w Katedrze Podstaw Marksizmu-Leninizmu Wyższej Szkoły Pedagogicznej. W 1955 uzyskał na Uniwersytecie Wrocławskim dyplom magistra filologii polskiej na podstawie pracy Udział Stanisława Leszczyńskiego w formowaniu postaw ideowych polskiego Oświecenia, napisanej pod kierunkiem Tadeusza Mikulskiego.
W latach 1955–1960 był nauczycielem w IV Liceum Ogólnokształcącym w Gdyni i jednocześnie asystentem kontraktowym w Katedrze Historii Literatury Polskiej Wyższej Szkoły Pedagogicznej w Gdańsku. W 1960 przeszedł na stałe zatrudnienie na uczelni jako starszy asystent. Prowadził zajęcia z literatury staropolskiej, oświeceniowej i powszechnej. Przez pewien czas pełnił funkcję sekretarza komitetu uczelnianego PZPR, a także z ramienia grupy młodych pracowników wchodził w skład senatu uczelni. Pracę doktorską Oratorstwo polityczne na forum Sejmu Czteroletniego. Rekonesans przygotował pod kierunkiem prof. Bronisława Nadolskiego i obronił w czerwcu 1966. Od października 1966 był adiunktem w Katedrze Historii Literatury Polskiej gdańskiej WSP (po utworzeniu Uniwersytetu Gdańskiego w 1970 – w Zakładzie Historii Literatury Polskiej).
Polskie oratorstwo doby oświeceniowej stanowiło główny przedmiot zainteresowań badawczych Krakowskiego. W swoich badaniach nie ograniczał się do analizy filologicznej wystąpień oratorskich, ale starał się uwzględniać takie elementy, jak gest, modulacja, odbiór ze strony słuchaczy. Pionierski charakter tych prac wskazywał m.in. Mieczysław Klimowicz (recenzja w "Pamiętniku Literackim", 1971, zeszyt 3). Część z materiałów dysertacji doktorskiej Krakowski opublikował w "Gdańskich Zeszytach Humanistycznych" (seria "Prace Historycznoliterackie") – Z badań nad oratorstwem Sejmu Czteroletniego (1965, nr 1), a zmienioną wersję całej rozprawy w 1968 nakładem Gdańskiego Towarzystwa Naukowego. Był również autorem szesnastu artykułów w Polskim Słowniku Biograficznym, życiorysów postaci polskiego Oświecenia, m.in. Antoniego Kossowskiego, Katarzyny Kossakowskiej i Antoniego Kossakowskiego. Ponadto opublikował artykuł Nad "Zagadkami" Sejmu Czteroletniego ("Zeszyty Naukowe Uniwersytetu Gdańskiego", seria "Prace Historycznoliterackie", 1974, nr 3) oraz fragmenty pracy magisterskiej "Głos wolny" Leszczyńskiego z r. 1743 ("Zeszyty Naukowe Wydziału Humanistycznego Wyższej Szkoły Pedagogicznej w Gdańsku", 1962, tom 1).  
Gromadził materiały do rozprawy habilitacyjnej o działalności oratorskiej Juliana Ursyna Niemcewicza, a władze Uniwersytetu Gdańskiego wystąpiły do kierownictwa resortu o nominację Krakowskiego na docenta; wniosek wsparty był pozytywnymi recenzjami Bronisława Nadolskiego, Mieczysława Klimowicza, Romana Pollaka i Emanuela Rostworowskiego, który szczególnie cenił wkład gdańskiego naukowca w Polski Słownik Biograficzny. Na przeszkodzie nominacji stanęła śmierć Krakowskiego 30 grudnia 1971.
Żonaty był z Gabrielą z Jerzykiewiczów, nauczycielką (od 1958); miał dwoje dzieci.